# Fil rouge
Fil rouge (fil roig, originalment en francès) és un sintagma nominal que denota un element recurrent al llarg d'una història, una discussió, una presentació i que no necessàriament tenen un vincle amb la resta d'elements.

La primera constància que es té del seu ús és a una obra de Goethe: Les affinités électives.
| «        | Tous les cordages de la flotte royale, du plus fort au plus faible, sont tressés de telle sorte qu'un fil rouge les parcourt tout entiers et qu'on ne peut l'en extraire, sans que l'ensemble se défasse, et le plus petit fragment permet encore de reconnaître qu'ils appartiennent à la couronne | » |
| — Goethe | |   |